# 碇ヶ関温泉郷
碇ヶ関温泉郷（いかりがせきおんせんきょう）は、青森県平川市にある温泉郷である。湯の沢温泉郷も含まれる。

## 郷内の温泉
碇ヶ関温泉
弱食塩泉。奥羽本線碇ケ関駅の周辺に温泉街を形成している。
古遠部温泉
相乗温泉
久吉温泉
久吉たけのこ温泉

### 湯の沢温泉郷
湯の沢温泉
含土類石膏食塩泉。秋田県との県境である矢立峠に近く、津軽湯の沢駅の近くで国道7号線から分岐する一本道を、平川の源流の1つである湯ノ沢川沿いに走った一番奥の方にある。
なりや温泉と秋元温泉は、この温泉に含まれる場合、独立した温泉とみなされる場合がある。
※なお、2014年現在、湯ノ沢川沿いにある湯ノ沢山荘、なりや温泉、秋元温泉は、すべて廃業しており、旅館などの施設は残っているが、廃墟と化している。
なりや温泉
食塩硫化水素泉。弱食塩泉。
秋元温泉